# Angličan (film)
Angličan, někdy také jako Anglán (v originále The Limey) je americký hraný film z roku 1999 režiséra Stevena Soderbergha, držitele Oscara za nejlepší režii. Jedná se o retrospektivní experimentální krimi thriller s prvky mysteriózna a dramatu. Zahráli si v něm Terence Stamp, Luis Guzmán, Peter Fonda, Lesley Ann Warren, Melissa George, Joe Dallesandro a další. Hudbu k filmu složil Cliff Martinez, Soderberghův častý spolupracovník. 
Film je zajímavý svou technickou stránkou, protože režisér Soderbergh si zde zaexperimentoval s časovou posloupností scén, s kamerou, střihem a hudbou. Díky tomu je film velmi zajímavý i přes průměrný scénař.
Titul snímku odkazuje na americký slang, který má své základy v Anglii.
Premiéra filmu proběhla na filmovém festivalu v Cannes, kde měl premiéru 15. května 1999.

## Děj
Film začíná scénou, ve které není nic vidět, je slyšet pouze hlas, který říká:" Řekni to, řekni to, jak to bylo s Jenny".
Zkušený kriminálník Dave Wilson (Terence Stamp) se po devíti letech vězení opět dostal na svobodu a odjíždí z Anglie do Los Angeles, aby vypátral, kdo má prsty ve smrti jeho dcery. Navštíví kamaráda jeho dcery Eduarda Roela (Luis Guzmán), který ho o smrti jeho dcery informoval. Zjistí od něj, že Jenny (Wilsonova dcera) zemřela při autohavárii. Zmíní se též o jejím příteli, bohatém hudebním producentovi Terry Valentianovi (Peter Fonda) a o skladišti, které s ní navštívil. Podle něho ve skladišti Valentin něco pašoval. Wilson skladiště navštíví a zjistí Valentinovu adresu. Poté ho Valentianovi posluhovači skopou a ze skladiště vyhodí. Wilson se naštve a všechny ve skladišti, kromě jednoho člověka, zastřelí. Když předním onen člověk utíká, zařve na něj:" Řekni mu to, řekni mu, že za ním přijdu!". Záhy se Wilson spřátelí s Jenninou kamarádkou Elaine (Lesley Ann Warren). Mezitím pořádá Valentin párty, na kterou se dostaví Wilson a Roel. Wilson najde v domě fotku své dcery, kterou si vezme sebou. Valentin, který má po vyvraždění skladiště strach, že ho někdo zabije, si všimne Eduarda s Wilsonem. Protože Eduarda zná a Dave mu nahání hrůzu, rozhodne se je sledovat. Wilson však muže, kterého na ně poslal, zabije a z párty odjede. Sice se za nimi pustí Valentianův bezpečnostní poradce, ale Wilson mu krátké honičce zničí auto a ujede.
Valentin se proto rozhodne najmout vrahy, aby ho zabili. To se jim málem podaří, když se Dave s Elaine prochází po městě, ale následně zasáhne policie. Dave a ona jsou převezeny na stanici, kde si Wilsona předvolá šéf protidrogového. Tam po rozhovoru zjistí, že Valentin obchodoval s drogami a předá mu adresu u Big Suru, kde se Valentin nyní nachází. Tam se následně vypraví s Eduardem a Elaine .V noci se rozhodne Valentiana zabít. Podaří se mu dostat k jeho domu, když se zrovna objeví nájemní vrazi, které si Valentian na něho najal. Vrahové však nejdou po něm, ale po Valentianovu a po zběsilé přestřelce se pozabíjí navzájem. Když Wilson vejde do domu, je naživu pouze Valentin a jeho přítelkyně. Valentin se předním dá na útěk, ale vyvrtne si nohu.Následně mu řekne, že Jenny zabil on, protože přišla na jeho obchody a jako autonehodu to pouze narafičili. Wilson ho nechá být a odejde. Následně se rozloučí s Eduardem i s Elaine a odletí zpátky do Anglie. V letadle vede krátký dialog se ženou. 
Film končí scénou, kdy mladý Wilson hraje Jennině matce na kytaru.

## Lokality
Natáčelo se v Los Angeles a Big Suru

## Kritické přijetí
Film byl přijat kriticky velmi pozitivně, nesetkal se však s výraznějším úspěchem. Ke dnu 21.8. 2018 má film na Čsfd hodnocení 63% (486 hodnocení), což je lepší průměr.

## Filmové experimenty
Steven Soderbergh využíval atypické retrospektivní sekvence a zahrnul do filmu několik scén (z velké části bez dialogu) z mnohem staršího filmu Terence Stampa, režisérského debutu Kena Loache z roku 1967 Poor Cow. Soderbergh používal scény k vytvoření zamlženého příběhu, který ukazuje charakter postavy jako mladého muže, jeho kriminální minulost, vztah k Jennyho matce a dětinský Jennynin nesouhlas k jeho kriminálnímu životnímu stylu. 
Filmový střihač Sarah Flack používal v Angličanovi celou řadu neortodoxních střihačských technik. Film často obsahuje dialog a zvuk na pozadí z předchozích nebo budoucích scén, které jsou umístěny vedle aktuální scény. Dialog z jedné konverzace může být rozptýlený po celém filmu. Zvuky na pozadí mohou být ve filmu odděleny a posunuty tak, aby vylepšily jinou scénu tím, že naznačují pokračování, podobnost nebo odlišnost. Například Wilson je v hotelové místnosti a zapne sprchu a v následující scéně je v letadle s výhledem z okna, zatímco sprcha je stále slyšet.

## Hudba
Film má velice zajímavou hudbu, kterou složil Cliff Martinez, který se Soderbergem spolupracoval např. na filmech Sex, lži a video, Traffic- nadvláda gangů, Nákaza, Skryté zlo a dalších. Tato avantgardní hudba se ve filmu opakuje stále dokola, protože Martinez složil pouze čtyři melodie. Ve filmu také zazní několik písní z šedesátých let.

## Režie a scénář
Režisér snímku, Steven Soderbergh, na sebe pozornost upoutal již svým prvním filmem Sex, lži a video, za který jako nejmladší člověk v historii dostal Zlatou palmu na filmovém festivalu v Cannes v roce 1989. Je také držitelem Oscara za nejlepší režii za film Traffic - nadvláda gangů z roku 2000. Soderbergh si často točí filmy sám pro sebe, proto je málokterý jeho film výdělečný. 
Scénář k snímku napsal Lem Dobss, který se Soderbergem spolupracoval ještě na filmech Kafka a Zkrat.

## Herci
V hlavních rolích se ve filmu představili: Terence Stamp (Dave Wilson), Luis Guzmán (Eduardo Roel), Lesley Ann Warren (Elaine), Peter Fonda (Terry Valentin) a ve vedlejších Joe Dallesandro, Nicky Katt, Amelia Heinle, Melissa George, William Lucking, Michaela Gallo, Barry Newman, Bill Duke a další.

## Uvedení
Angličan byl poprvé představen na filmovém festivalu v Cannes 15. května 1999. Byl také uveden na Mezinárodním filmovém festivalu v Torontu, Mezinárodním festivalu nezávislého filmu v Buenos Aires a Mezinárodním filmovém festivalu v Hongkongu.

## Výdělek
Kvůli omezenému vydání v USA  8. října 1999 film příliš nevydělal. První  týden činil zisk 187.122 dolarů (17 kin) a celkový příjem byl $ 3,193,102. Film byl široce uveden  až ke konci října v 105 kinech. Vzhledem k 10 milionovému rozpočtu byl zisk celkem slabý.

## Ocenění
Golden Satellite Award; Nejlepší výkon herce v dramatickém filmu, Terence Stamp; 2000.

## Český Dabing
Pod názvem Angličan byl film nadabován v roce 2001 společností Bontonfilm, Česká televize film pod svým dabingem uvedla pod názvem Anglán.